# Култура на Израел
Културата на Израел има своите корени много преди създаването на съвременен Израел през 1948 г. и се проследяват до Древен Израел (ок. 1000 г. пр. н. е.). Тя отразява както еврейската култура в нейното многообразие, еврейската история вътре в еврейската диаспора, както и идеологията на ционисткото движение, развило се в края на XIX век, така и историята и традициите на смесеното арабско-израелско население и други етническите малцинства, които живеят в Израел, сред които друзи, черкези, арменци и др. Смесването на традициите на ашкенази и сефаради с традициите на Близкия Изток е в основата на съвременната израелска култура. Към нея имат принос и евреи от различен произход, преселили се в Израел след 1945 г. През 90-те години на XX век се засилва пристигането на имигранти от бившия Съветски съюз.
Израел е родина на еврейската култура, която обхваща много области, включително философия, литература, поезия, изкуство, митология, фолклор, мистика и фестивали. Религията на юдаизма, който е съществена част от нея, има също фундаментална роля и при създаването на християнството, както и в някои отношения на исляма.
Тел Авив и Йерусалим са основните културни центрове на Израел. Тел Авив е основен технологичен център, Ню Йорк Таймс го описва като „столицата на средиземноморската прохлада“, според Lonely Planet градът се класира сред десетте най-добри градове за нощен живот, а National Geographic го определя като един от десетте най-добри крайбрежни градове. От 80-те години на XX век израелската литература е широко превеждана и няколко израелски писатели получават международно признание.
Класическата музика на Израел има своите традиции в европейската класическа музика. Еврейските музиканти, които свирят както традиционна израелска музика, така и класическа, са базата на еврейската музикална класическа култура, като почти всеки град има свой собствен оркестър. В Израелския филхармоничен оркестър, който свири из цялата страна и в чужбина, много от музикантите идват от бившия Съветски съюз. Народните танци са популярни в Израел и съвременни израелски танцови състави като Batsheva Dance Company, са високо оценени по света. Театър Хабима, който е национален театър на Израел, е създаден през 1917 г. Израелски режисьори и актьори печелят награди на международни филмови фестивали през последните години.
Към 2021 в Израел има 10 университета и над 53 колежа, които като академични средища поддържат израелската култура. Националната библиотека на Израел е част от Йерусалимския еврейски университет.
Част от съвременната култура на Израел са и клубовете на Израел и съвременната израелска музика, поп и рап. Включително и ЛГБТ клубове и ЛГБТ организации, като част от ЛГБТ културата на Израел.
Изданията в Израел, много често освен на иврит, се издават (и онлайн) също на английски, за да могат да бъдат четени и по света.
С над 200 музея Израел има най-много музеи на глава от населението в света, с милиони посетители годишно. Големи музеи на изкуството работят в Тел Авив, Йерусалим, Хайфа и Херцлия, както и в много градове и кибуци.

## Фактори за формиране на израелската култура

### Древни близкоизточни цивилизации
Древен Израел, като цивилизация на древния Близък изток, е бил повлиян до известна степен от други регионални култури. Палеоеврейската азбука е адаптирана от финикийската азбука, а квадратното писмо е производно на арамейската азбука. Смята се, че зороастризмът на древен Иран е оказал влияние върху еврейската есхатология. Еврейската митология съдържа прилики с месопотамските митологии, като Енума Елис за Вавилон, разказът за сътворението в Битие, Епосът за Гилгамеш и разказът за потопа в Битие.

### Влияние върху Западната цивилизация и Християнството
Юдаизмът възниква в Древен Израел и представлява основата на голяма част от чертите на западната цивилизация, благодарение на връзката си с християнството. Той повлиява на Запада по множество начини, чрез своята етика, своите практики и монотеизма, а чрез християнството, израснало от него, до голяма степен повлиява на света. Еврейската Библия, написана от евреи в земите на Древен Израел между VIII и II век пр.н.е., е крайъгълен камък на западната цивилизация. Около 63 г. пр.н.е. Юдея става част от Римската империя; около 6 г. пр.н.е. Исус се ражда в еврейско семейство в град Назарет и по-късно е разпънат на кръст от Пилат Понтийски. Неговите последователи по-късно доказват, че той е възкръснал, което ги вдъхновява да разпространяват новата християнска религия по целия свят. Християнството се налага в елинистическия гръко-римски свят, като благодарение на римската експанзия в крайна сметка се разпространява из цяла Европа. Християнските нации по-късно създават днешния Западен свят. Християнството, съществена религия на Западния свят, започва като юдейска секта на Втория храм в средата на I век. Един от основните религиозни текстове на западната цивилизация е Новият завет, съставен от евреи в римска Юдея.

### Ислямска цивилизация
Ислямът е силно повлиян от юдаизма в неговия основен религиозен възглед, структура, юриспруденция и практика. Ислямът извлича идеите си за свещен текст, Корана, в крайна сметка от юдаизма и съдържа препратки към повече от петдесет личности и събития, които се срещат в Библията, включително разказа за Сътворението, Адам и Ева, Каин и Авел, в Битие: Разказ за потопа, Авраам, Содом и Гомор, Мойсей и Изхода, цар Давид и еврейските пророци. Новият завет също повлиява на исляма. Освен това Коранът споменава фигури като Исус, Мария и Йоан Кръстител. Диетичните и правните кодекси на исляма, основният дизайн на джамията и общите молитвени служби на исляма, включително техните религиозни практики, произлизат от юдаизма.

### Културно смесване
Разнообразното население от имигранти, придошли от пет континента и над 100 държави, внася значителни субкултури като мизрахим, араби, руски евреи, етиопски евреи, светски евреи и ултраортодоксални, всяка със свои собствени културни връзки. С вълните на еврейската репатриация (алия) през XIX и XX век, местната култура и традиции се допълват с тези на имигрантите и правят израелската култура изключително разнообразна. Тя следва културните тенденции и промени по света, но има и свой уникален дух. Освен това Израел е семейно ориентирано общество със силно чувство за общност.
Традиционно Ционизмът свързва еврейския народ с Древен Израел, родината му между около 1200 г. пр. н. е. и 70 г. сл. н. е. (краят на Втория храм). Съвременният ционизъм еволюира както политически, така и религиозно и въпреки че отначало ционистите се състезават с други еврейски политически движения, то по време на и след Холокоста ционизмът става синоним на политическия юдаизъм. Първият израелски министър-председател Давид Бен Гурион е автор на идеята за „котел за претопяване“: пълното приобщаване на многото имигранти, които в първите години пристигат от Европа, Северна Африка и Азия. Първоначалната цел е да няма разлика между заварено население и новодошли и да се изградят обща еврейска култура и нова нация. За тази цел са използвани два основни инструмента, армията (Израелски отбранителни сили) и образователната система. Израелските военни, чрез изграждането на национална армия, ще създадат обща основа за всички граждани на страната. Образователната система, която е унифицирана съгласно израелското законодателство, позволява на различни ученици да учат заедно в едни и същи училища. Постепенно израелското общество става по-плуралистично и ролята на „претопяването“ намалява с годините.
Някои смятат, че идеята за пълно приобщаване е необходимост в първите години на държавата, за да се изгради новото общество, но сега вече от нея няма нужда. Вместо това те виждат необходимост израелското общество да дава възможност на хората да изразяват различията и индивидуалността си. Други, основно източни евреи Мизрахи, които са по-скоро Шомер Масорет и оцелели от Холокоста, критикуват някогашната идея за „топилния котел“. Според тях те са били принудени да се откажат или да скрият своето самоопределение и своето диаспорно наследство и култура, донесени от своите страни, и да приемат новата светска култура на хората, родени в Израел (Сабра). Днес културното многообразие е нещо нормално; мнозина говорят няколко езика, продължават да ядат традиционната си храна според културния си произход и имат смесени възгледи.

## Език и образование
Официалният език иврит – е древен писмен език, който през вековете се запазва в Леванта и в диаспората и играе голяма роля за развитието на културата. С годините са се развили различни негови варианти – библейски (в няколко варианта), мишнаически, средновековен и съвременен. Освен съвременен иврит в Израел се говорят над 83 езика, сред които специално място по закон има арабският език.
Обучението по иврит е от важно значение с пристигането на нови имигранти. През 1905 г. Елиезер Бен Йехуда основава Комитет за иврит (прераснал по-късно в Академия за иврит) и измисля хиляди нови думи и понятия, базирани на Библията, Талмуда и други източници, за да отговори на нуждите и изискванията на живота през XX век. Изучаването на иврит се превръща в национална цел под лозунга „Yehudi, daber Ivrit“ („Евреин – говори иврит“). В цялата страна са създадени специални училища за изучаване на иврит – улпан.
Приемането на еврейски фамилни имена (ивритизация) е често срещано в преддържавния период и става по-широко разпространено през 50-те години на XX век. В първите години на държавата беше публикувана брошура за това как да изберете име на иврит. Министър-председателят Давид Бен-Гурион призовал всеки, който официално представлява държавата, да приеме еврейско фамилно име.
Образованието е важна част от културата на Израел. Разходите за средно образование в 2018 г. са над 6% от БВП, болшинството от училищата получават държавна субсидия. По данни на Организацията за икономическо сътрудничество и развитие (ОИСР), през 2011 г. 45 % от населението в Израел има висше образование (университет или колеж), като по този индикатор страната е на второ място в света.

## Философия
Еврейската философия включва философските трудове, създадени от евреи, както тези, които са свързани с юдаизма. Древните израелски философски идеи и подход могат да бъдат намерени в Библията. През Средновековието са преоткрити древногръцките философи и гаоните (еврейските духовни лидери по това време) въвеждат рационалните философски идеи в юдаизма. По това време тези идеи се конкурират с религиозно-мистичната Кабала. Двете школи залягат в класическата равинска литература, като упадъкът на схоластичния рационализъм съвпада с исторически събития, които привличат евреите към кабалистичния подход. След XVIII век еманципацията и възприемането на светски подход от страна на евреите ашкенази променя отношението им към философията. За разлика от тях сефарадите, чиито обичаи и традиции се различават от тези на ашкеназите, реагират различно. В тези условия се развиват различни съвременни еврейски религиозни движения (:en:Jewish religious movements), които най-общо или продължават, или се откъсват от равинския юдаизъм и други исторически течения на еврейската мисъл в областта на философията.
Преди настъпването на Хаскала и еманципацията на евреите основна тема на еврейската философия е съчетаването на новите идеи с традициите на равинския юдаизъм. С приемането им в съвременното общество евреите със светско образование започват да развиват съвсем нови философски идеи.
Съвременната израелска философия е повлияна както европейската, германската, така и от руската и светската философия, така и от традиционната духовна еврейска мисъл. Съвременната израелска философия включва както и философите, които работят в Израел, така и тези еврейски философи, които се включват в традицията, макар и извън страната, като например българският философ Исак Паси. Сред известните съвременни философи са Мартин Бубер, Йешаяху Лейбовиц, Йосеф Раз. Други забележителни израелски философи включват Авишай Маргалит, Хюго Бергман, Йехошуа Бар-Хилел, Пинхас Лапид, Израел Елдад и Юдея Пърл.
| Хилел (ок. 110 пр.н.е – 10 н.е.) | Акива бен Йосеф ( 50 – 135) | А. Д. Гордон (1856 – 1922) | Мартин Бубер (1878 – 1965) | Хуго Бергман (1883 – 1975) | Йешаяху Лейбовиц (1903 – 1994) | Йосеф Раз (1939 – 2022) |
| -------------------------------- | --------------------------- | -------------------------- | -------------------------- | -------------------------- | ------------------------------ | ----------------------- |
|                                  |                             |                            |                            |                            |                                |                         |

## Наука и технология
Науката и компютърните и мобилни технологии, както и други технологии, в Израел са един от най-развитите сектори в страната. Израел е използвал 4,3% от своя брутен вътрешен продукт (БВП) за изследвания и развитие през 2015, което е най-високият процент в света. През 2019 Израел е класиран на пето място в списъка за най-иновативни страни от индекса за иновативност Блумбърг. Израел е на тринадесето място в света по брой научни публикации на милион жители. През 2014 съотношението на научни статии от израелци, публикувани по света (0,9%), е много по-голямо от дела от израелското население (0,1%). Страната е на едно от първите места по брой патенти на глава от населението.
В Израел има 140 учени на всеки 10 000 трудово заети, един от най-високите проценти в света. За сравнение, в САЩ са 85 на 10 000 и 83 на 10 000 в Япония. През 2012 Израел отчита 8337 научни изследователи на пълен работен ден на всеки милион жители. В САЩ броят им е 3984, в Южна Корея 6533, а в Япония 5195. Високотехнологичната индустрия на Израел се основава на високообразована и технологично квалифицирана работна сила на страната, съчетана със силно присъствие на чуждестранни високотехнологични фирми и сложни изследователски центрове.
Израел е дом на големи компании в сферата на високите технологии, и има едно от най-технологично грамотните населения в света. През 1998 Тел Авив е обявен от Нюзуик за един от десетте града с най-голямо технологично влияние. От 2000 Израел е член на Eureka (организация) и е домакин на се въртящото се председателство от 2010 до 2011. През 2010 американският журналист Дейвид Кауфман пише, че високотехнологичният регион на Йокнеам има „една от най-големите концентрации на технологични компании в света“. Председателят на борда на директорите на Гугъл, Ерик Шмид хвали страната по време на посещение, казвайки че „Израел има най-важния високотехнологичен център в света след САЩ.“
| Абрахам Френкел | Майкъл О. Рабин | Робърт Ауман | Даниел Канеман | Дан Шехтман | Ада Йонат |
| --------------- | --------------- | ------------ | -------------- | ----------- | --------- |
|                 |                 |              |                |             |           |

## Съвременна музика
Съвременната музика на Израел е смесица от традиционни израелски мотиви и арабски такива, като към това се добавят и възможностите на съвременните възможности за заснемане на видеопродукция.

## Сценични изкуства
Класическата музика в Израел се развива от 30-те години на XX век, когато стотици музикални учители и студенти, композитори, инструменталисти и певци, както и хиляди любители на музиката, са слушали в страната, воден от заплахата от нацизма в Европа. Израел също е дом на няколко ансамбъла за класическа музика от световна класа, като Израелската филхармония и Новата израелска опера. Основаването на Палестинския филхармоничен оркестър (днес Израелски филхармоничен оркестър) през 1936 г. бележи началото на класическата музикална сцена в Израел. Световна известност са извоювали цигуларите Ицхак Пърлман и Пинкас Цукерман, както и пианистът и диригент Даниел Баренбойм.В началото на 80-те години Новата израелска опера започва да поставя продукции, съживявайки обществения ентусиазъм за оперни произведения. Руската имиграция през 90-те години на XX век дава тласък на арената на класическата музика с нови таланти и любители на музиката. Съвременната музикална сцена в Израел често смесва много музикални влияния, вариращи от етиопски, близкоизточен соул, рок, джаз, хип-хоп, електронна музика, арабска, поп музика. Израелската музика е многостранна и съчетава елементи от западната и източната музика. Тя има тенденция да бъде много еклектична и съдържа голямо разнообразие от влияния от диаспората, както и по-модерни културни заемки: хасидски песни, азиатски поп, арабски фолк (особено от йеменски певци) и израелски хип-хоп или хевиметъл. Също така популярни са различни форми на електронната музика, включително транс, хард транс и гоа транс. Известните музиканти от Израел в тази област са малко, но включват психеделичния транс дует Infected Mushroom.

### Танци
Общностите на ашкенази, сефаради и арабски палестинци са запазили своите традиционни музика и танци. Традиционните народни танци на Израел включват хора и танци, сред които Цаад Темани, свързан с йеменските евреи. Израелските народни танци днес са хореографирани за развлекателни и танцови групи.
Модерният танц в Израел печели международно признание. Израелски хореографи като Охад Нахарин и Барак Маршал се смятат за едни от най-универсалните и оригинални международни творци, работещи днес. Известни израелски танцови трупи са Batsheva Dance Company, Kibbutz Contemporary Dance Company, Inbal Pinto & Avshalom Pollak Dance Company и Kamea Dance Company. Годишният танцов фестивал в Кармиел, който се провежда през юли, е посещаван от хората от цял Израел и много други страни. Проведен за първи път през 1988 г., танцовият фестивал в Кармиел е най-големият празник на танца в Израел, включващ три или четири дни и нощи на танци, с 5000 или повече танцьори и четвърт милион зрители в столицата на Галилея .
Хореографът Йонатан Кармон създава танцовия фестивал Кармиел, за да продължи традицията на фестивала на израелския танц в кибуца Далия от Гурит Кадман, който е прекратен през 60-те години на XX век Започнал като израелско фолклорно танцово събитие, сега фестивалът включва представления, семинари и открити танцови сесии за различни танцови форми и националности.
Известни ансамбли и хореографи от цял свят идват в Израел, за да представят и дават майсторски класове. През юли 2010 г. Михаил Баришников гостува в Израел.

### Театър
Появата на еврейския театър предшества държавата с близо 50 години. Първата аматьорска еврейска театрална група работи в Османска Палестина от 1904 до 1914 г. Първият професионален еврейски театър Хабима е основан в Москва през 1917 г. и се премества в британска мандатна Палестина през 1931 г., където става национален театър на страната. Театър Охел е основан през 1925 г. като работнически театър, който изследва социалистически и библейски теми. Първите еврейски пиеси се въртят около пионерите-заселници. След 1948 г. два основни мотива са Холокостът и арабско-израелският конфликт. „Той ходеше в полето“ на Моше Шамир през 1949 г. е първият, написан от сабра (израелци, родени в Израел) за сабри на идиоматичен и съвременен иврит. През 50-те години на XX век драматурзите описват пропастта между мечтите преди създаването на държавата и реалността след това. Други пиеси противопоставят местните израелци на оцелелите от Холокоста. В началото на 60-те години Ханох Левин написва 56 пиеси и политически сатири. През 70-те години на XX век израелският театър става по-критичен, противопоставяйки екстремни образи на израелската идентичност, като мускулестия човек и духовния евреин. През 80-те години Джошуа Собол изследва проблемите на израелско-еврейската идентичност. Днес израелският театър е изключително разнообразен по съдържание и стил и половината от всички пиеси са местни продукции. Други големи театрални компании са Cameri Theatre, Beit Lessin Theatre, Gesher Theater (който изпълнява на иврит и руски), Haifa Theatre и Beersheba Theater. Основан през 1980 г., Фестивалът на алтернативния израелски театър Acco е четиридневен фестивал на сценичните изкуства, който се провежда ежегодно в началото на есента в град Акра. фестивалът се е превърнал в символ на съжителството между еврейските и арабските жители на града.

### Кино
Филмопроизводството в Израел претърпява голямо развитие от създаването си през 50-те години на XX век. Първите филми, продуцирани и режисирани от израелци, като „Хълмът 24 не отговаря“ и „Те бяха десет“ запазват тенденцията, подобно на израелската литература от този период, да бъдат подчинени на героичния калъп. Някои скорошни филми остават дълбоко вкоренени в израелското минало, като се занимават с теми като оцелелите от Холокоста и техните деца („The Summer of Aviya“ на Гила Алмагор и неговото продължение „Under the Domim Tree“) и мъките на новите имигранти („Sh 'hur", режисиран от Хана Азулай и Шмуел Хасфари, „Късен брак“, режисиран от Довър Кошашвили. Други се занимават с въпроси от съвременния израелски живот, като израелско-арабския конфликт („Лимоново дърво“ на Еран Риклис, „Аджами“ на Скандар Копти и Ярон Шани) и военната служба („Бофорт“ на Джоузеф Сидър, „Ливан“ на Самуел Маоз , „Йоси и Джагър“ на Ейтан Фокс). Някои са поставени в контекста на универсалистично, отчуждено и хедонистично общество („Песен на сирена“ и „Балонът“ на Ейтан Фокс, „Истории от Тел Авив“ на Айелет Менахеми и Нирит Ярон). Израелската филмова индустрия продължава да печели световно признание чрез номинации за международни награди. Три последователни години израелски филми (Бофорт (2008), Валс с Башир (2009) и Аджами (2010)) са номинирани за наградите на Академията. Филмовият архив на Спилбърг в Еврейския университет в Йерусалим е най-голямото в света хранилище на филмови материали по еврейски теми, както и за еврейския и израелския живот. Основните международни филмови фестивали в Израел са Йерусалимският филмов фестивал и филмовият фестивал в Хайфа.

## Музеи
С над 200 музея Израел има най-големия брой музеи на глава от населението в света, с милиони посетители годишно. Музеят на Израел в Йерусалим има специален павилион, показващ свитъците от Мъртво море и голяма колекция от еврейско религиозно изкуство, модерно израелско изкуство, скулптури и картини на стари майстори. Вестници с информация за събитията в музеите излизат на десетки езици и всеки град издава местен бюлетин.

## Архитектура
Запазените части от стари градове в рамките на съвременните селища в Израел са в различни архитектурни стилове, също както личи в архитектурата на синагогите на еврейските квартали. След 1850 г. еврейската архитектура започва да се отваря към европейските влияния и се опитва да възстанови древната библейска архитектура. Трябва да се отбележи, че Мишкенот Ша'ананим е построен с вдъхновение от средиземноморската архитектура. До 20-те години на XX век повечето сгради са построени в еклектичен стил, а по-късно модерната архитектура е доразвита, особено в White City (Tel Aviv) „Белия град“ в Тел Авив, известен със своя международен стил. Селската архитектура на общностите от кибуци и мошави се състои от малки къщи с бели стени и червени покриви и е символ на Израел.